# Ghazni
Ghazni er en by i det centrale Afghanistan med 143.379(2015) indbyggere. Byen er hovedstad i en provins af samme navn, og er berømt for sine mange minareter.